# Золота каска
«Золота каска» (фр. Casque d'or) — французький кінофільм режисера Жака Беккера, який вийшов на екрани в 1952 році.

## Сюжет
Банда на чолі з Феліксом Лека, орудує у кварталі Бельвіль, вирушає в данс-хол в Жуанвіль на береги Марни. Тамтешня повія Марі, прозвана за своє блискуче волосся «Золота каска», свариться зі своїм нинішнім дружком Роланом. В данс-холі з'являється Раймон зі своїм другом дитинства Жоржем Манда, членом банди, який виправився і працює теслею. Небезпечна, руйнівна пристрасть між Марі і Жоржем спалахує на тлі суперництва і заздрості в банді.

## В ролях
- Симона Синьйоре — Марі «Золота каска»
- Серж Реджані — Жорж Манда
- Клод Дофен — Фелікс Лека
- Раймон Бюсьєр — Раймон
- Вільям Сабатье — Ролан Дюпюї
- Гастон Модо — Данар
- Поль Барж — інспектор Джуліані
- Одетта Барансей — матінка Ежені

## Нагороди та номінації
- 1953 — премія BAFTA найкращій іноземній акторці (Симона Синьйоре), а також номінація в категорії «найкращий фільм».
- 1956 — премія «Срібна стрічка» Італійського національного синдикату кіножурналістів за найкращу режисуру зарубіжного фільму (Жак Беккер).

## Створення та особливості
Сюжет фільму оснований на реальній історії, знайденої режисером Жаком Беккером в судових звітах за той період, до якого належить оповідання (XIX і XX століття). Реальний прототип Марі «Золота каска» — Амелі Еллі. Знімання фільму проводили восени 1951 року на студії в Бійанкуре, а також в Анні-сюр-Марн. Прем'єра відбулася 16 квітня 1952 року.
Відразу після виходу стрічка була прохолодно прийнята французькою критикою, однак у Британії її високо оцінили за візуальний стиль, передачу атмосфери епохи та прекрасну гру акторів. Нині «Золота каска» є однією з визнаних вершин у творчості Беккера. Кримінальний і напівкримінальний світ дрібних злочинців і повій показаний у фільмі без романтизації, однак в цьому світі є місце справжній любові і дружбі. Ці емоції відтворюються насамперед в центральних для картини взаєминах між героями Симони Синьйори і Сержа Реджані. Попри сумний фінал, фільм не створює відчуття песимізму: в останніх кадрах герої знову танцюють, як у день їхньої першої зустрічі, що стає символом вічності справжньої любові. «У своїй роботі, — писав Беккер, — я не хочу доводити нічого іншого, крім того, що життя сильніше всього іншого».